# Les Chercheuses de plaisir
Pour plus de détails, voir Fiche technique et Distribution.
Les Chercheuses de plaisir (Così, così... più forte) est un film érotique italien réalisé par Luigi Petrini et sorti en 1970.

## Fiche technique
- Titre français : Les Chercheuses de plaisir[1]
- Titre original italien : Così, così... più forte[2],[3]
- Réalisation : Luigi Petrini
- Scenario : Angelo Pannacciò
- Photographie :	Girolamo La Rosa
- Montage : Anna Bolli
- Musique : Daniele Patucchi
- Décors : Donato Ventrella
- Production : Angelo Pannacciò
- Société de production : Universalia Vision M.P.1 Film
- Pays de production :  Italie
- Langue originale : Italien
- Format : Couleurs par Eastmancolor - 2,35:1 - Son mono - 35 mm
- Durée : 86 minutes
- Genre : Drame érotique
- Dates de sortie :
  - Italie : 28 août 1970
  - Belgique : 9 août 1974 (Liège)
  - France : 11 décembre 1974[1]

## Distribution
- Susanna Levi : Sonia
- Margaret Chaplin : Lisa
- Alessandro Masselli : Fred
- Simon Sacha : Tony
- Mario Bardella (it) : le juge
- Ivi D'Annunzio
- Irio Fantini : le garçon
- Gina Giuli
- Anna Malsson